# Avari

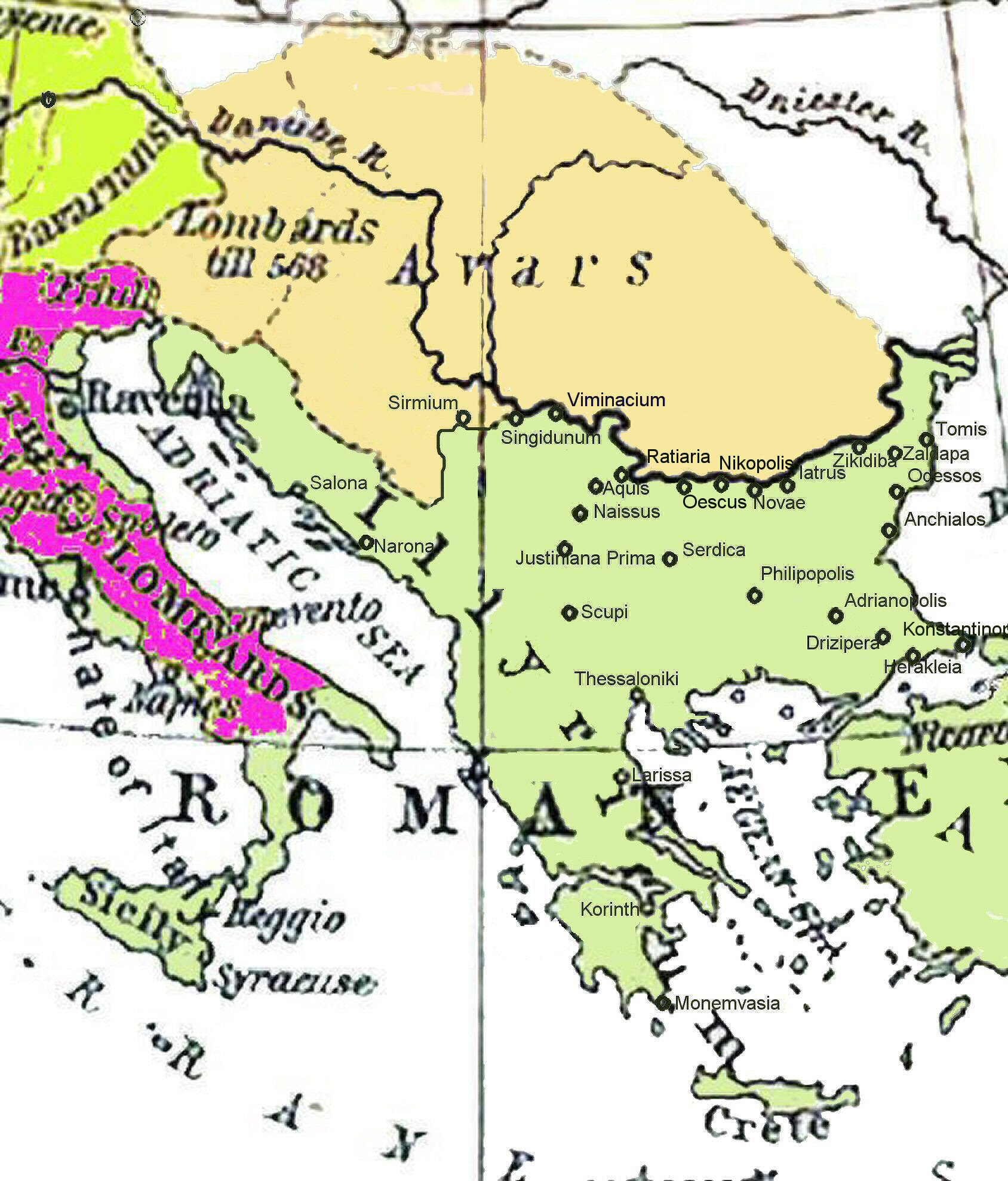
Imperiul Avar

Avarii au fost un popor migrator provenit din Asia Centrală a cărui limbă era probabil din grupul limbilor turcice. Inițial, și-au stabilit un hanat pe râul Volga, ulterior în Europa Centrală (Câmpia Panonică) în Evul Mediu Timpuriu (secolul al VI-lea), fiind timp de două secole o putere militară de temut între Imperiul Franc și Imperiul Bizantin.

## Origine
Izvoarele istorice fiind precare, este dificil de stabilit originea etnică a avarilor.
Potrivit cronicilor chinezești, avarii ar fi fost o ramură a poporului vorbitor al unui idiom indo-european și având numele chinezești Yüe-tschi sau „Cücen” (柔然, 蠕蠕, 芮芮, 茹茹, 蝚蠕), cunoscuți ca toharieni. Acesta a emigrat din bazinul Tarim, care se întinde pe o suprafață de 530.000 km², vecin la sud cu Afganistanul.
După un alt manuscris istoric chinez, Liang-șu, varii au fost o perioadă vasali, respectiv înrudiți, cu popoarele protomongole care trăiau în stepele din Asia centrală. Există speculații și pe seama unei prezumtive origini fino-ugrice a avarilor.
O altă sursă, Encyclopædia Iranica, afirmă că originea avarilor ar fi comună cu a mongolilor, aceștia provenind din populația Śyän-bi.
Recent, tot mai mulți istorici inclină să accepte ipoteza că avarii au fost o populație altaică de tip turcic.
După toate indiciile, avarii, aidoma hunilor și goților, practicau deformarea craniului din motiv estetic.
În secolul V, Priscus a fost primul care a scris despre tribul avarilor din vestul Siberiei. Acesta susține teoria conform căreia originea lor este din zona lacului Balhaș, așa cum sursele chinezești susțin înrudirea cu triburile Hua. Potrivit lui Priscus, avarii și hunii au fost forțați de sabiri să se mute spre vest, până spre Volga, încât în 550 istoricul Bisericii Zacharie Rhetor menționează comunități avare în Occident.

## Istoric
După o înfrângerea suferită în lupta contra dinastiei nord-chineze Wei, avarii vor fi menționați în jurul anului 463 ca făcându-și apariția în zona Mării Negre. O parte a populației avare se chema, potrivit izvoarelor, varchunni (din var și 'chunni), fiind o populație ogură, adică protobulgară.

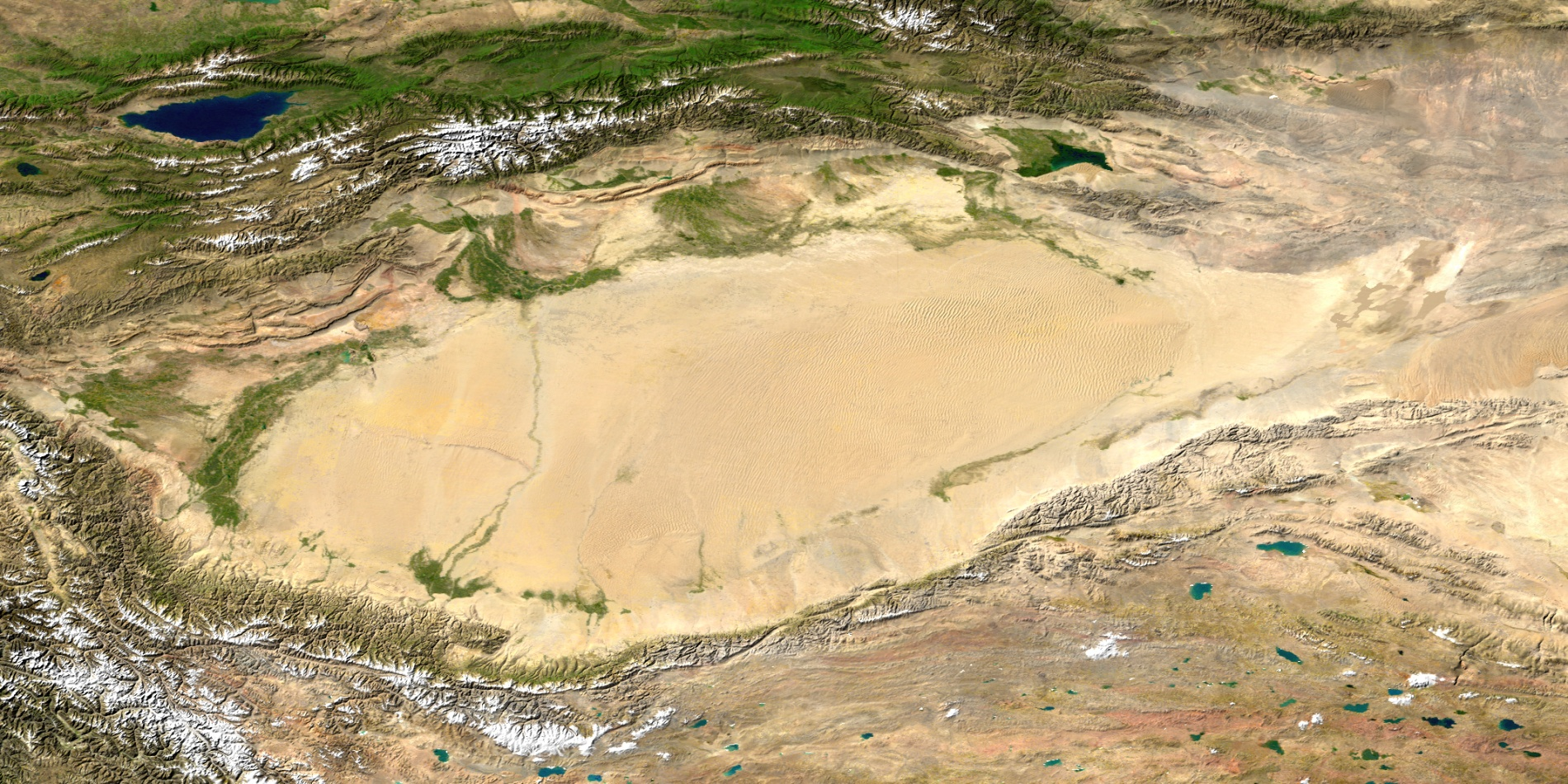
Fotografie din satelit a Bazinului Tarîm și a deșertului Taklamakan. La sud-vest se observă Himalaya (NASA/MODIS/Blue Marble)

Avarii sunt împinși spre vest de un popor turcic, ajungând la granițele Imperiului Bizantin, unde în anul 560 îi înving lângă Marea Neagră pe huno-bulgari, fiind împinși mai departe de triburile „turcilor albaștri” („kök” sau „gök türkler”).
În 557, avarii, învinși în Asia Centrală de alte triburi turce, intră în Europa. În 562, sub conducerea kaganului (hanului) Baian I, avarii ajung la Dunăre și cer de la bizantini subvenții, cerere însă refuzată de împăratul Iustin al II-lea (565–578). În 567, împreună cu longobarzii, avarii zdrobesc regatul gepizilor, situat în Bazinul Panonic și în partea vestică a teritoriului Transilvaniei. Teritoriul transilvan devine pentru avarii crescători de animale o regiune preferată în timpul verii. În a doua jumătate a secolului al VI-lea, avarii ocupau Câmpia Panonică, reducând populația conlocuitoare romanică și slavă la o stare de servitute și la plata unui tribut. La est, avarii au înfrânt triburile slave ale anților dintre Bug și Nistru.
Apariția în forță a avarilor în nordul Mării Negre a oprit atacurile anților, sclavinilor și bulgarilor asupra provinciilor Bizanțului. În urma a trei campanii din 568, 570 și 573, avarii, care își constituiseră centrul politic în Pannonia în locul gepizilor și după migrarea longobarzilor spre Italia, încheie pace cu bizantinii, adică cu Imperiul Roman de Răsărit. În anul 579, sub Tiberiu al II-lea (578–582), o sută de mii de slavi au năvălit în Iliria, au jefuit timp de patru ani Imperiul și s-au așezat pretutindeni. Împăratul a făcut apel la avari, care traversează Illyria, urmăresc armata slavă condusă de Dauritas și o înving, probabil, în Oltenia. În 582, avarii cuceresc Sirmium (astăzi Sremska Mitrovica), unde marele han Baian își va muta reședința, opunând o rezistență puternică Imperiului Bizantin. Pretinzând tribut dela franci, dominația avară este limitată de împăratul bizantin Mauriciu (Maurikios).
În anul 584, sclavinii sub conducerea lui Ardagast pustiesc Tracia până la Adrianopol; în anii 585-588 aceiași sclavini ajung până la Salonic. La rândul lor, avarii atacă Moesia și ajung până la Tomis. Împăratul Flavius Focas (547–610) încheie o pace cu ei în 604, acceptând să le plătească tribut. În 610-611, avarii, împreună cu longobarzii, atacă puternic Imperiul Bizantin ocupând toată Peninsula Balcanică. Împreună cu slavii din zona ocupată, aceștia asediază Salonicul, iar ulterior, împreună cu perșii, asediază Constantinopolul (626).
Slavii se răscoală în 623–624 ub conducerea negustorului franc Samo, scuturând jugul avar, și astfel începe declinul imperiului avar. Aceste atacuri contra avarilor sunt continuate de bulgari, croați, celelalte popoare slave din Peninsula Balcanică.
După cca. 670 pe teritoriile stăpânite de avari se stabilesc membrii uni popor migrator, cu caracter turc, venit dinspre est, și având o ornamentație aparte. Noii veniți s-au integrat în societatea avară fără conflicte. Unii cercetători istorici, ca de exemplu arheologul maghiar Gyula László presupun că aceștia ar fi fost secuii. 
Pentru a asigura securitatea drumurilor comerciale din est, Carol cel Mare, care i-a învins pe avari, întemeiază în anul 800 în estul Imperiului Franc Marca Avară, situată pe teritoriul de astăzi al landului austriac Carintia.
Sub presiunea francilor, și în urma înfrângerilor militare suferite, avarii acceptă să se creștineze. Regele lor se baptizează după ritualul creștinesc (latin), luându-și numele de Avram. Imperiul Avar însă nu a putut fi salvat nici prin aceste măsuri importante. În anul 803 khanul Krum al bulgarilor suddunăreni învinge armata avarilor într-o bătălie decisivă. Bulgarii, care erau încă necreștinați, ocupă regiunile sudice ale fostului imperiu avar, îndeosebi Transilvania de Sud (cunoscută pentru minele de aur și sare) și teritoriul Voivodinei din Serbia de astăzi. Avarii nu dispar cu totul, ei sunt amintiți până în 950 ca plătind impozite în regiunea aparținând Croației de astăzi.
Tezaurul de la Sânnicolaul Mare, descoperit la finele sec. al XVIII-lea și compus din vase de aur ce vădesc o tehnică înaltă de orfevrărie, se presupune că a aparținut avarilor sau lui Ahtum, ultimul voievod bănățean

### Organizare politică
Liderul suprem al avarilor era kaganul (hanul), care era și autoritatea religioasă supremă. Rangul următor la nivelul puterii politice îl reprezenta tudun-ul. Alte ranguri importante: yug(u)ruș, tarkan (tarhan), kapkan (kaphan), katun (soția kaganului).

### „Prisăcile” din Transilvania
Prisăcile erau fortificații sumare dispuse pe un aliniament natural ușor de apărat și întărit prin plantarea de vegetație deasă, șanțuri, întârituri din stâlpi de lemn. În Transilvania, existența liniilor de întărituri de frontieră, numite prisăci sau porți în limba română sau indagines în latină, este confirmată de toponime precum Presaca, Posada, Poarta, Straja etc. Unele întărituri au fost distruse sau refolosite de migratorii maghiari în perioada luptelor pentru cucerirea Transilvaniei.  Acest  sistem de  fortificare  era  folosit  în  acea  vreme  pe  un  vast  teritoriu în Europa, și de  diverse  populații dar lipsa unor date istorice face ca originea acestor prisăci să fie încă disputată
Unii istorici români opinează că prisăcile ar fi fost opera avarilor.